# Kilián György (katona)
Kilián György, olykor Killián (Kispest, 1907. március 12. – Lengyelország, 1943) kommunista aktivista, eszperantista, aki a nemzetiszocialista Németország hadserege elleni harcokban vesztette életét Lengyelországban, és ezzel a Kádár-korszak egyik legünnepeltebb partizánmártírjává vált.

## Élete
Apja Killián György Antal, anyja Nagy Juliánna. Kilián eredetileg lakatosmunkás volt. 1927-től az Egyesült Izzó gyárban (későbbi nevén: Tungsram, GE Lighting) dolgozott, ahol a Vörös Tungsram című illegális kommunista hetilapot szerkesztette. Az 1930-as évekre a mozgalomban ismertté vált a neve, a vasas ifjúmunkások őt küldték az Ausztriában tartott kommunista ifjúmunkás kongresszusra.
Ezután Moszkvában tanult pártiskolán, majd visszatérése után az „Ifjú proletár” című kommunista periodika szerkesztője lett. Letartóztatták (Sallai Imrével és Fürst Sándorral egy időben), és izgatás vádjával egy év börtönbüntetésre ítélték, később rendőri megfigyelés alá került.
Ekkor ismét Moszkvába ment, katonai kiképzést kapott és ejtőernyős partizánként harcolt a németek ellen. 1943 júliusában (más forrás szerint novemberében) egy lengyelországi bevetés során eltűnt, sorsa ismeretlen.
1939. március 26-án Budapesten elvette Martos Magdolnát, Mandl Sámson és Breitner Teréz lányát, Martos Flóra testvérét.

## Emlékezete
Az államszocialista rendszer idején nagy számban neveztek el róla iskolákat (még zeneiskolát is), más intézményeket (mint például az 1956-os forradalom egyik főszínhelyévé váló Kilián laktanyát), utcákat, tereket. Ezeket a neveket az 1990-es években más nevekre cserélték.
- Miskolcon róla nevezték el a Kilián városrészt, valamint évtizedekig a nevét viselte a mai Diósgyőri Gimnázium.
- Szolnokon róla nevezték el az 1949-ben megalakult Kilián György Repülő - Hajózó Műszaki Főiskolát,[3] amely később Kilián György Repülő Műszaki Főiskolára[4] változott. Itt folyt a négyéves felsőfokú katonai tiszti repülőgép-vezetők és a magasabb képzettséget biztosító repülő-műszaki személyzet kiképzése is.[5]
- Kilián Györgyről Lukács Imre írt 1956-ban életrajzi regényt, A holnap elébe címmel.[6]
- Nem csak városrészeket, utcákat, iskolákat neveztek el róla. 1990-ig a HM, BM égisze alatt létezett a Kilián Haditorna Klub (KHT). A sorkatonák kötelezően, parancs alapján részt kellett, hogy vegyenek a sporteseményein, "versenyein". Háromféle jelvényt (kitüntetést) kaphattak a verseny elvégzése után: Bronz-, Ezüst-, és Arany fokozatot.
- Budapesten róla nevezték a dél-pesti Gyáli úton 1958-ban átadott autóbuszgarázst. A garázs – nevét megtartva – 1983-ban átköltözött a Méta utcához. A rendszerváltozáskor a telephely nevét Dél-pesti autóbuszgarázsra módosították.[7]